# 阿德莱德动物园
阿德莱德动物园是位于澳大利亚阿德莱德的一個動物園。它是澳大利亚歷史第二悠久的動物園，仅次于墨爾本動物園。阿德莱德动物园于1883年開張。截至2024年，动物园里饲养着250种2,500只动物。該动物园同时也是一个植物園。